# Operation Unified Protector
Operation Unified Protector var under perioden 31 mars till 31 oktober 2011 en marin- och flygoperation ledd av Nato, i syfte att bland annat upprätthålla ett vapenembargo och en flygförbudszon över Libyen, enligt FN:s säkerhetsråds resolution 1970 och resolution 1973.

## Bakgrund
Övervakningen av upprätthållandet av vapenembargot skedde med hjälp av fartyg ur Standing NATO Maritime Group 1 (SNMG1) och Standing NATO Mine Countermeasures Group 1 (SNMCMG1) samt fartyg, ubåtar och flygplan från Nato-länder. Dess huvuduppgift var att "övervaka, rapportera och vid behov borda fartyg som kunde misstänkas frakta vapen eller legosoldater". 
Upprätthållandet av flygförbudszonen som fastställdes genom resolution 1973 överfördes kl 06.00 den 31 mars 2011 från Den internationella militärinsatsen i Libyen till Unified Protector. I samband med detta avslutades alla tidigare operationer vilka uppgick i Natos Unified Protector.
Den 22 oktober 2011 tog Nato ett preliminärt beslut om att avsluta insatsen den 31 oktober 2011. Den 27 oktober röstade FN:s säkerhetsråd enhälligt om att mandat för flygförbudszon och militära insatser upphörde att gälla från den 31 oktober 2011. Totalt genomfördes mellan perioden 31 mars 2011 och 31 oktober 26 156 överflygningar och 9 634 flyganfall över Libyen.

## Förluster
Det libyska hälsoministeriet hävdade i slutet av maj 2011 att i tidsperioden mellan 19 mars och 26 maj 2011 skulle NATO orsakat att 718 civila libyer mist livet och 4 067 skadats. Den 8 september 2011 hävdade Naji Barakat, Hälsominister i det Nationella övergångsrådet, att minst 30 000 människor skulle ha omkommit under kriget, minst 50 000 blivit sårade varav ca 20 000 med allvarliga skador, men att siffrorna förväntas stiga. Liksom med uttalandet från det libyska hälsodepartementet finns det ingen oberoende källa som kan verifiera något av uttalandena. 

## Svenskt deltagande (Operation Karakal)
I samband med att Nato den 28 mars 2011 kom med en formell förfrågan till Sverige om ett deltagande i internationella militärinsatsen i Libyen, föreslog den svenska regeringen den 29 mars om att sända delar av Expeditionary Air Wing till Libyen. Den 1 april 2011 godkände riksdagen regeringens propositionen om en insats, dock med förbehåll om att styrkan ej får angripa markmål mer än i självförsvar.
Den 2 april 2011 lyfte de första stridsflygplanen ifrån F 17 Kallinge med Sigonella flygbas i Italien som destination. Styrkan kom att benämnas Flyginsats Libyen (FL01). Den 14 april namngav Försvarsmakten sitt uppdrag av Operation Unified Protector som Operation Karakal. Valet av namnet "Karakal" refererar till rovdjuret ökenlo (Caracal caracal) som Försvarsmakten beskrev som "en positiv metafor för det libyska folket och någon form av koppling till Sverige", eftersom arten liknar lodjuret.
Till en början fick FL01 problem, då flygdrivmedlet vid basen ej var anpassat för JAS 39 Gripen, antistatmedel Stadis 450 saknades, som i sig är en tillsats till jetbränsle. Som en snabb lösning på problemet tillfördes FL01 en drivmedelsgrupp ur EAW.
Den 9 juni 2011 lämnade regeringen en proposition om en förlängning av insatsen med ytterligare 90 dagar.. Beslut att förlänga insatsen togs den 17 juni 2011. En reducering i antalet JAS 39 Gripen från åtta till fem flygplan, samt möjlighet att delta med en bordningsstyrka var några av huvuddragen i propositionen. Förbandet på plats på Sigonella roterades med personal i huvudsak från Norrbottens flygflottilj (F 21). Den nya styrkan benämndes FL02. Bordningsstyrkan som skulle ha bemannats av personal ur Särskilda operationsgruppen (SOG) var tänkt att placeras på något av de fartyg som ingick i den Nato-ledda operationen. Dock så meddelade Natos vicebefälhavare för Europa, Richard Shirreff den 18 augusti 2011 att Nato inte har plats för den på sina fartyg.

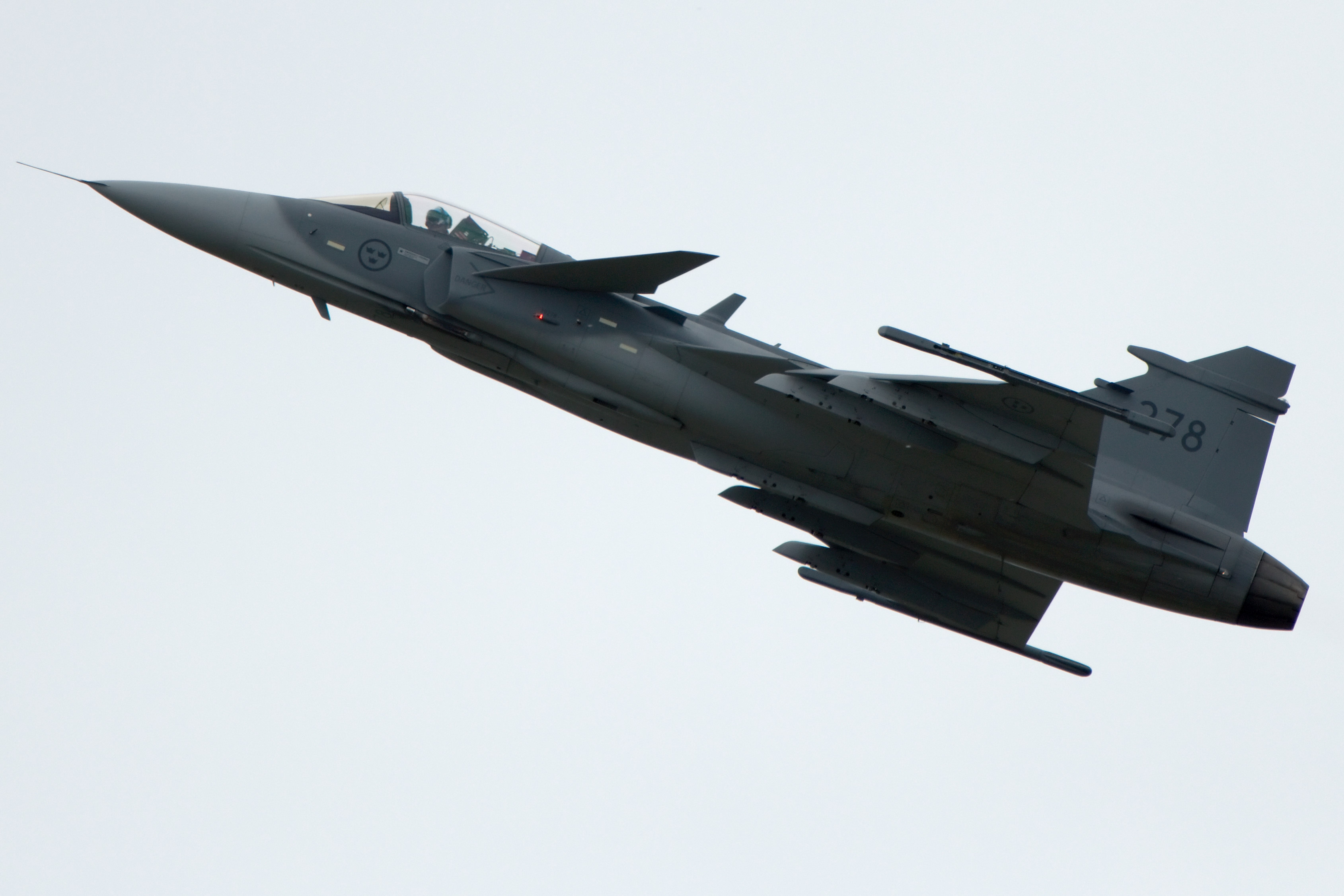
JAS-39 Gripen.

Operationen var planerad att upphöra för svensk del den 24 september 2011. Dock så kom regeringen tillsammans med Socialdemokraterna överens om att förlänga den svenska medverkan med 30 dagar i Nato:s stöd till FN:s säkerhetsrådsresolution 1973 om Libyen. Klockan 11.36 på FN-dagen den 24 oktober 2011 landade den rote som genomförde det sista uppdraget i Libyen. Totalt redovisades 344 flygplansrörelser, 1001 flygtimmar och 1607 recceexrep:s  för den svenska insatsen. Den 25 oktober 2011 återvände de svenska stridsflygplanen till Sverige. Resan hem från Sigonella-basen i Italien gick över Bosnien, Kroatien, Ungern, Slovakien och Polen och avslutades över svenskt luftrum i pilformation över Blekinges kust. Formationen leddes av divisionschefen Michael Lundquist. Övrig personal i den svenska insatsen lämnade Sigonella-basen i slutet av oktober 2011.

### Svenska förbandsdelar
| Förbandskod | Förbandsnamn             | Aktivt                         | Huvudman          | Uppsatt av    |
| ----------- | ------------------------ | ------------------------------ | ----------------- | ------------- |
| FL01        | Första Flyginsats Libyen | 2 april 2011 - 16 juni 2011    | Unified Protector | F 17 Kallinge |
| FL02        | Andra Flyginsats Libyen  | 17 juni 2011 - 24 oktober 2011 | Unified Protector | F 21 Luleå    |